# Giunta
Giunta var en italiensk boktryckarfamilj.
Lucantonio Giunta (död omkring 1537) grundade 1503 ett tryckeri i Venedig, som övergick till sonen Tommaso Giunta och bestod in på 1600-talet. Lucantonio Giuntas bror Filippo (död 1517) ägde ett för stilmaterial och papper vida berömt boktryckeri i Florens, som ägde bestånd till 1623. Jacopo Giunta bedrev boktryckeriverksamhet i Lyon 1520-1592.